# Jup Weber
Joseph Giovanni Weber, detto Jup (Lussemburgo, 15 giugno 1950 – Belgio, 8 ottobre 2021), è stato un politico lussemburghese, membro de I Verdi ed europarlamentare dal 1994 al 1999.

## Biografia

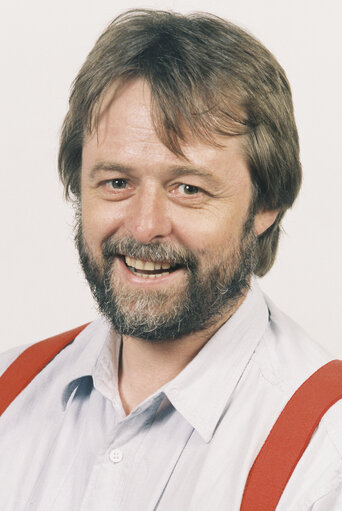
Jup Weber al Parlamento europeo

Laureato in ingegneria forestale all'Universität für Bodenkultur di Vienna, svolse uno stage presso l'amministrazione forestale del Lussemburgo e successivamente lavorò per una banca lussemburghese. Lasciò l'incarico qualche tempo dopo per dedicarsi totalmente alla sua attività politica. Fu inoltre tra gli animatori di Radio Grénge Fluessfönkelchen, una radio pirata dell'Arlon (all'epoca RTL aveva il monopolio delle trasmissioni radiofoniche in Lussemburgo).
Nel 1983 Jup Weber fu co-fondatore del Gréng Alternativ Partei (GAP), che in seguito divenne il partito I Verdi. Fu inoltre co-fondatore dell'associazione Vun Tuten a Blose e fu un attivista del movimento anti-nucleare. Dal 1984 al 1994 fu uno dei primi membri dei Verdi a detenere un seggio alla Camera dei deputati.
In seguito ad una serie di conflitti interni al partito, Weber si dimise dai Verdi nel 1985 e fondò la propria formazione, denominata Gréng Lëscht Ekologesch Initiativ (GLEI). Sotto una lista che riuniva i Verdi e GLEI, Jup Weber venne eletto al Parlamento europeo nella tornata del 1994; nel 1995, tuttavia, quando il suo partito confluì nuovamente all'interno dei Verdi, Weber lasciò il gruppo dei Verdi e aderì all'Alleanza Radicale Europea.
Nel 1999 si verificò l'ennesima scissione: Weber fondò la Gréng a Liberal Allianz (Alleanza Verde e Liberale), presentandosi come candidato sia al Parlamento nazionale che al Parlamento europeo, senza tuttavia ottenere alcun seggio. Il partito venne sciolto nel 2000.
Jup Weber morì in Belgio nel 2021, all'età di settantun anni.